# Mikuláš I. z Lichtenštejna
Mikuláš I. / II., nebo též Niklas I. / II. z Lichtenštejna (německy Niklas I./II. von Liechtenstein, * kolem roku 1419 - 1499/1500) byl rakouský šlechtic z rodu Lichtenštejnů, majitel panství Liechtenstein-Murau, Dürnstein, Weinburg, Trefen (Korutany) a Zeltenheim. Byl nejvyšším komorníkem Štýrska a maršálem Korutan.

## Původ

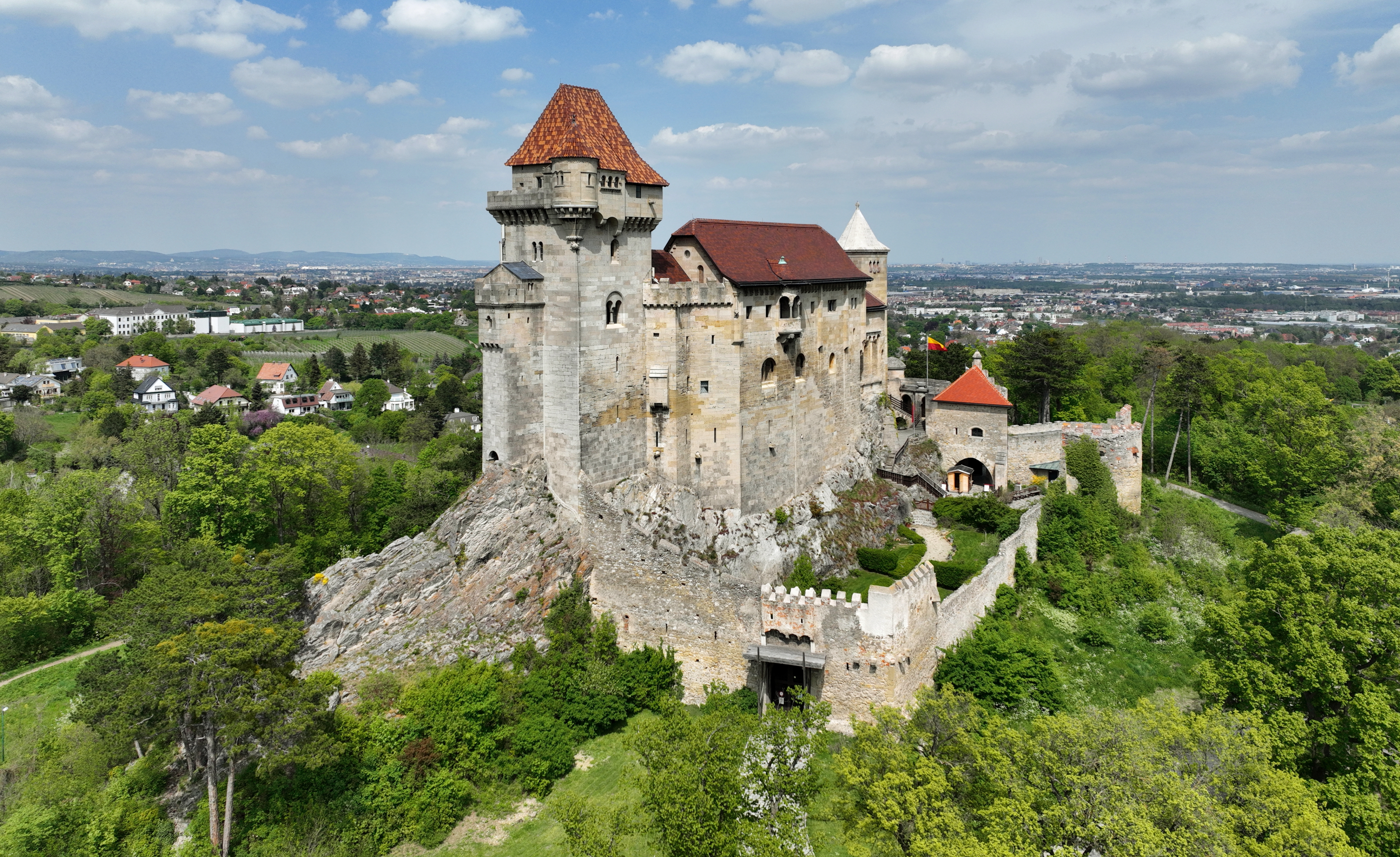
Hrad Liechtenstein

Byl synem Oldřicha Otty z Lichtenštejna († 1426/1427) a jeho manželky Barbory z Puchheimu († 1437), dcery Pilgrama VI. z Puchheimu († 1427) a Anny z Wolfurtu (Wolfsrud). Byl vnukem Otty VII. z Lichtenštejna-Murau-Dürnsteinu († 1419) a Anežky z Tiersteinu († 1433), dcery hraběte Heřmana II. z Tiersteinu († 1405, v bitvě) a Anežky z Matsche († kolem 1422).
Jeho sestra Helena z Lichtenštejna-Murau († 1469) se kolem roku 1442 provdala za Albrechta z Potendorfu († 1465), syna Hanse z Potendorfu-Feistrichtu († 1404/1412) a Markéty ze Stubenbergu († 1430).
V roce 1480 uzavřel uherský místokrál Matyáš Korvín soukromou mírovou dohodu s Mikulášem z Lichtenštejna. Císař Fridrich III. to považoval za zradu a v roce 1489 nařídil zničení lichtenštejnských hradů Trefen a Zeltenheim a odebral mu dědičný maršálský úřad.

## Rodina a potomstvo
Mikuláš I. / II. z Lichtenštejna se oženil asi 1. července 1444 s Annou ze Stubenbergu († 1479), dceru hraběte Jakuba ze Stubenberg-Kapfenbergu († 1434/1435) a Barbory z Eberstorfu († 1419). Z manželství se narodilo 10 dětí:   
- Rudolf IV. z Lichtenštejna († 1530), měl dva syny
- Kryštof z Lichtenštejna († 1504), pán na Murau a Zeltenheimu, ženatý s Radegundou z Arbergu
- Beatrix z Lichtenštejna-Murau, provdaná za sv. pána Siebalda I. Pöga z Refensteinu († 1516)
- Cecílie z Lichtenštejna-Murau, zasnoubená 26. ledna 1462, provdaná 4. února 1462. za hraběte Heřmana II. z Montfort-Bregenze († 13. února 1483)
- Achác II. z Lichtenštejna, ženatý s Annou z Traunu († 1514/1531)
- Alžběta z Lichtenštejna, provdaná za Baltazara II. z Quenringu (21. října 1457 - 1490/20. října 1494)
- Helena z Lichtenštejna, provdaná za Zikmunda von Topel
- Magdalena z Lichtenštejna, provdaná za Bernharda von Topel
- Kateřina z Lichtenštejna, provdaná za Kryštofa z Grassau
- Barbora z Lichtenštejna, provdaná za Jana z Hohenbergu